# Amphorogyne staufferi
Amphorogyne staufferi là một loài thực vật có hoa trong họ Santalaceae. Loài này được Markgr. ex Stauffer mô tả khoa học đầu tiên năm 1969.